# 水主皇女
水主皇女（みぬしのひめみこ）は、天智天皇の皇女。母は栗隈首徳万の娘、黒媛娘。名前はもいとりともいう。

## 経歴
天智天皇の皇子女の中で最後まで生き残ったが、他の皇女とは違い、彼女に関する詳細な記録はほとんどなく、どのような人生を送ったかは不明な点が多い。晩年元正天皇に仕えていたらしく、病気で宮中に出仕できずにいた水主皇女を慰めるため、雪を詠った歌を作るよう元正天皇が命じ、石川郎女が奉上した歌が『万葉集』巻20－4439に残されている。
熱心な仏教信者だったようで、天平6年（734年）に大和国広瀬郡の水陸田を購入し、弘福寺に施入している。彼女が作成した「水主宮経」は写経のために各所に貸し出され、目録も作られたほどである。天平9年（737年）2月14日、三品に昇進し、その年の8月20日に薨去した。

## 水主皇女に関する歌
『万葉集』に以下の歌が残されている。
- 冬の日、靱負（ゆけひ）の御井（みゐ）に幸いでましし時、内命婦（うちのひめとね）石川朝臣 諱曰邑婆 詔を応（うけたま）はりて雪を賦（よ）める歌一首
  - 松が枝の地につくまで降る雪を　見ずてや妹が籠もりをるらむ　[巻20-4439]
  - その時、水主内親王、寝膳安からず。累日参りたまはず。因此の日太上天皇、侍嬬等に勅りたまはく、水主内親王の為に、雪を賦みて奉献れとのりたまへり。是に諸の命婦等、作歌し堪ねたれば、此の石川命婦、独り此の歌を作みて奏せりき。